# Harbin
Harbin (哈尔滨 în chineză simplificată) este orașul subprovincial⁠(d) de reședință al provinciei Heilongjiang, Republica Populară Chineză. Este cel mai mare oraș al provinciei, al doilea ca populație urbană (după Shenyang, provincia Liaoning), și cel mai mare ca populație metropolitană (zonele urbană și rurală împreună) din China de Nord-Est⁠(d). Harbin are jurisdicție directă asupra a nouă districte metropolitane, două orașe de nivel județean și șapte județe, și este al optulea cel mai populat⁠(d) oraș chinez conform recensământului din 2020⁠(d). Zona intravilană propriu-zisă a Harbinului (care constă din toate județele cu excepția lui Shuangcheng și Acheng) are 5.841.929 de locuitori, iar populația metropolitană totală se ridica la 10.009.854, orașul având astfel una dintre cele mai mari 100 de arii urbane din lume⁠(d).
Harbin, al cărui nume era la origine un cuvânt manciurian⁠(d) care s-ar traduce ca „loc de uscat năvoade", a crescut de la nivelul de mic sat pescăresc⁠(d) de pe râul Songhua⁠(d) până la unul dintre cele mai mari orașe ale Chinei de Nord-Est. Fondat în 1898 odată cu apariția Căii Ferate Chineze Orientale⁠(d) construită de Rusia, orașul a prosperat la început ca așezare locuită în majoritate covârșitoare de către imigranți din Imperiul Rus. În deceniul anilor 1920, orașul era considerat capitala chineză a modei⁠(d) deoarece noile designuri vestimentare din Paris și Moscova ajungeau aici înainte să apară în Shanghai. Din 1932 până în 1945, Harbin a fost cel ma mare oraș al statului-marionetă Manchukuo al Imperiului Japonez.
Cunoscut pentru iernile foarte friguroase, Harbin este botezat Orașul de Gheață (冰城) pentru turismul de iarnă care se practică acolo. Harbin este cunoscut pentru festivalul de sculptură în gheață⁠(d) care se ține iarna. Cunoscut pentru istoria sa rusească, conservată în arhitectură, orașul este celebru pentru influențele europene și servește drept importantă poartă de intrare a comerțului sino-rus⁠(d). Harbin este un hub politic, economic, științific, cultural și de comunicații în China de Nord-Est, precum și o bază industrială importantă a țării. A fost votat „Principalul Oraș Turistic al Chinei” în cadrul Administrației Naționale de Turism din China⁠(d) în 2004.
Harbin este în primele 65 de orașe și arii metropolitane din lume după producția cercetării științifice conform Nature Index⁠(d). În oraș se află mai multe mari universități⁠(d), inclusiv cea de Inginerie din Harbin⁠(d), cea Medicală din Harbin⁠(d), cea Agrară a Nord-Estului⁠(d), cea de Științe și Tehnologie din Harbin⁠(d), Universitatea Normalăa⁠(d), cea de Silvicultură a Nord-Estului⁠(d), și cea a Provinciei Heilongjiang⁠(d). Institutul de Tehnologie din Harbin⁠(d) este constant clasat ca una dintre cele mai bune universități tehnice din lume.

## Personalități născute aici
- Pierre Batcheff⁠(d) (1901 - 1932), actor francez de origine rusă;
- Nikos Kavvadias⁠(d) (1910 - 1975), poet grec;
- Xiao Hong⁠(d) (1911 - 1942), scriitoare;
- Naum Grebnev (1921 - 1988), poet rus;
- Lidia Vertinskaia⁠(d) (1923 - 2013), actriță ruso-georgiană.